# Dédié à ma fiancée
Dédié à ma fiancée est un tableau réalisé par le peintre russe Marc Chagall en 1911. Cette huile sur toile représente un personnage aux membres humains mais à tête de taureau. Elle est conservée au musée des Beaux-Arts de Berne, à Berne, une esquisse réalisée quelques mois plus tôt se trouvant quant à elle au Philadelphia Museum of Art, à Philadelphie.